# گمینا گروتا
گمینا گروتا (به لهستانی:  Gmina Gruta) یک گمینا در لهستان است که در شهرستان گروجونتس واقع شده‌است. گمینا گروتا ۱۲۳٫۷۷ کیلومتر مربع مساحت و ۶٬۵۳۹ نفر جمعیت دارد.